# (34829) 2001 SF198
2001 SF198 (asteroide 34829) é um asteroide da cintura principal. Possui uma excentricidade de 0.06638460 e uma inclinação de 7.29715º.
Este asteroide foi descoberto no dia 19 de setembro de 2001 por LINEAR em Socorro.